# مطار سوهاج الدولي
مطار سوهاج الدولي، (IATA: HMB) كان يعرف سابقًأ بمطار مبارك الدولي هو مطار بمدينة سوهاج في محافظة سوهاج. يبلغ مساحته 18 كيلو متر ويقع على بعد 25 كيلو متر من مدينة سوهاج وقد بدأت الأعمال الإنشائية به في يناير 2009 وافتتح رسمياً في 25 مايو 2010 وصممت المرافق لتستوعب 3.5 مليون راكب سنوياً بطاقة استيعابيه 400 راكب/ ساعة.

## التاريخ والوصف
تأسس المطار في 1989، صور المطار وافتتحه حسني مبارك في عام 2010. تضمنت أعمال بناء المطار استخدام مليون متر مكعب من الحفر والردم، و270 ألف متر مكعب كطبقة أساس واستخدام أكثر من 40 ألف متر مكعب خراسانات.
المطار يشتمل على حقل الطيران المكون من ممر رئيسي بطول 3 كيلومترات وعرض 45 مترا، بالإضافة إلى ساحتي طائرات تستوعب 6 طائرات، بالإضافة إلى طريق خدمة بطول 3 كيلومترات وعرض 10.5 أمتار، ويضم المطار 33 مبنى متنوعا على مساحة 30 ألف متر مكعب، منها مبنى الركاب، وبرج المراقبة ومنشآت إدارية لتأمين وسلامة الطيران.
صمم مبنى الركاب على الطراز الفرعوني الذي تشتهر به محافظة سوهاج. وأشار إلى أن الطاقة الاستيعابية للمطار تبلغ 400 راكب للساعة، وقد تم تزويده بجميع الخدمات وأحدث تقنيات خدمات الطيران، بما فيها أنظمة المراقبة وشاشات الوصول والمغادرة وبوابات جمركية متطورة.

## الصور

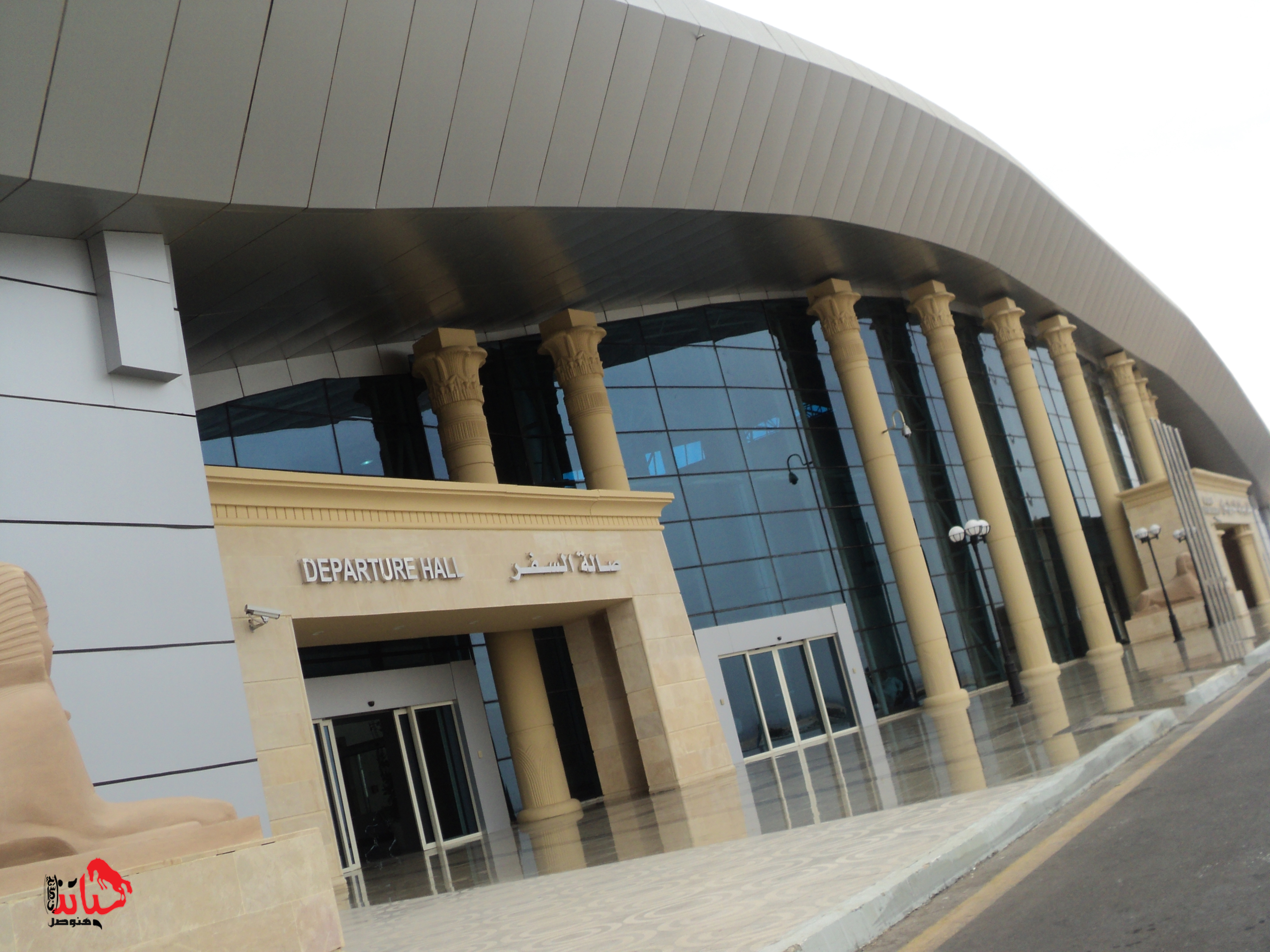
من داخل المطار
من داخل المطار
برج المراقبة

## شركات الطيران
| شركـات طيـران          | الوجهات |
| ---------------------- | --- |
| العربية للطيران        | مطار زايد الدولي، مطار الشارقة الدولي |
| إير كايرو              | مطار أبها الدولي، مطار الجوف، مطار الملكة علياء الدولي، مطار القاهرة الدولي، مطار حمد الدولي، مطار الأمير نايف بن عبد العزيز الدولي، مطار الملك عبد العزيز الدولي، مطار الملك عبد الله الإقليمي، مطار الكويت الدولي، مطار الأمير محمد بن عبد العزيز الدولي، مطار الملك خالد الدولي، مطار الأمير سلطان بن عبد العزيز الإقليمي |
| مصر للطيران            | مطار القاهرة الدولي |
| فلاي دبي               | مطار دبي الدولي |
| فلاي إيجيبت            | مطار الملكة علياء الدولي، مطار الملك عبد العزيز الدولي، مطار الكويت الدولي، مطار الملك خالد الدولي |
| طيران ناس              | مطار الملك عبد العزيز الدولي، مطار الملك خالد الدولي |
| طيران الجزيرة          | مطار الكويت الدولي |
| الخطوط الجوية الكويتية | مطار الكويت الدولي |
| نسما للطيران           | موسمي: مطار الملك عبد العزيز الدولي، مطار الكويت الدولي، مطار الملك خالد الدولي مطار تبوك الإقليمي |
| النيل للطيران          | مطار الجوف، مطار الأمير نايف بن عبد العزيز الدولي، مطار الملك عبد العزيز الدولي، مطار الكويت الدولي |
| ويز للطيران            | مطار زايد الدولي |